# Željko Cicović
Željko Cicović (Belgrado, RSF Yugoslavia, 2 de septiembre de 1970) es un exfutbolista serbio nacionalizado español. Actuaba de guardameta.

## Trayectoria
Cicovic desarrolló toda su carrera entre su club de inicio, el Rad de Belgrado y el de retiro, la UD Las Palmas. Fue ganador del Trofeo Zamora de Segunda División en la temporada 1998/99. Posteriormente se incorporó al cuerpo técnico de este último club, donde desarrolla labores de preparador de porteros, alternando entre el primer equipo, el filial y la coordinación de asistentes y el "scouting" de porteros.

## Selección
Jugó dos partidos internacionales para Serbia y Montenegro, siendo integrante de la convocatoria de dicha selección para la Eurocopa 2000 si bien no actuó en ningún encuentro.

## Clubes
| Club            | País   | Año       |
| --------------- | ------ | --------- |
| FK Rad Belgrado | Serbia | 1989-1997 |
| UD Las Palmas   | España | 1997-2003 |